# Paul Kirchner
Paul Kirchner (né le 29 janvier 1952 à New Haven) est un auteur de bande dessinée, illustrateur et directeur éditorial américain.

## Biographie
Après avoir interrompu ses études à la Cooper Union pour se lancer dans la bande dessinée, Paul Kirchner devient au début des années 1970 assistant de Tex Blaisdell sur Little Orphan Annie. Fin 1973, il rencontre Wallace Wood, qu'il assiste jusqu'à sa mort en 1981. Parallèlement, il lance ses propres séries : le western parodique Dope Rider dans High Times et les strips d'humour absurde du Bus dans Heavy Metal (1976-1985).
Dans les années 1980, il publie surtout pour la presse jeunesse américaine tout en commençant à travailler activement dans la publicité. Celle-ci est son activité principale depuis les années 1990 bien qu'il continue à publier épisodiquement des bandes dessinées.

## Publications en français
- Dope Rider, dans L'Écho des savanes, six récits courts, 1976-1980.
- Onze gags et récits courts dans L'Écho des savanes puis L'Écho des savanes spécial USA, 1977-1989.
- Deux récits courts dans Epic, 1984-1985.
- Le Bus, Tanibis, 2012.
- Le Bus 2, Tanibis, 2015.
- En attendant l'apocalypse, Tanibis, 2017.
- Meurtre télécommandé, d'après Janwillem van de Wetering, Tanibis, 2022 - Sélection polar du Festival d'Angoulême 2023